# Kantotomia boczna
Kantotomia boczna (łac. lateral canthotomy) – zabieg operacyjny, którego celem jest odbarczenie oczodołu. Wskazaniami terapeutycznymi do kantotomii są szybko narastający, jednostronny wytrzeszcz gałki ocznej, wzrastające napięcie śródgałkowe, narastające pogarszanie wzroku, sugerujące obecność ropnia lub krwiaka pozagałkowego. Kantotomia może mieć też charakter diagnostyczny, gdy wymagany jest dostęp do guza tej okolicy i pobranie jego wycinka.
Zabieg jest stosunkowo prosty i polega na przeprowadzeniu nacięcia długości 20–25 mm poziomo i na zewnątrz od zewnętrznego brzegu worka spojówkowego, odwarstwieniu odsłoniętej okostnej wyrostka jarzmowego kości czołowej i wycięciu jego fragmentu długości 15–20 mm. Cięcie to otwiera dojście do przestrzeni pozagałkowej i tylnej części gałki ocznej. 